# Franziska Rösel
Franziska Rösel (* 1. Oktober 1870 in Würnitz als Franziska Weiser; † 3. Mai 1934) war eine österreichische Politikerin (CSP) und Bezirksleiterin der katholischen Frauenorganisation. Sie war von 1925 bis 1927 Abgeordnete zum Landtag von Niederösterreich.
Rösel besuchte die Volksschule in Harmannsdorf und absolvierte danach die Hauswirtschaftsschule in Retz. Sie arbeitete als Bedienstete der Gräfin Kinsky-Wilczek und gründete zahlreiche Gruppen der katholischen Frauenorganisation sowie eine Hebammenorganisation im Burgenland. Politisch war sie als Gemeinderätin in Korneuburg aktiv und rückte am 3. April 1925 für Franz Lang in den Niederösterreichischen Landtag nach, dem sie bis zum Ende der Legislaturperiode angehörte. Rösel schied am 20. Mai 1927 aus dem Landtag aus.